# Finlandia en los Juegos Paralímpicos de París 2024
Finlandia estuvo representada en los Juegos Paralímpicos de París 2024 por quince deportistas, ocho mujeres y siete hombres.

## Medallistas
El equipo paralímpico finlandés obtuvo las siguientes medallas:
| Nombre          | Deporte   | Evento              |
| --------------- | --------- | ------------------- |
| Oro             |           |                     |
| —               |           |                     |
| Plata           |           |                     |
| Toni Piispanen  | Atletismo | 200 m T51 masculino |
| Bronce          |           |                     |
| Toni Piispanen  | Atletismo | 100 m T51 masculino |
| Leo-Pekka Tähti | Atletismo | 100 m T54 masculino |
| Amanda Kotaja   | Atletismo | 100 m T54 femenino  |